# La Besseyre-Saint-Mary
La Besseyre-Saint-Mary är en kommun i departementet Haute-Loire i regionen Auvergne-Rhône-Alpes i centrala Frankrike. Kommunen ligger i kantonen Pinols som tillhör arrondissementet Brioude. År 2022 hade La Besseyre-Saint-Mary 102 invånare.

## Befolkningsutveckling
Antalet invånare i kommunen La Besseyre-Saint-Mary
| Referens: INSEE |